# Château de Chokier

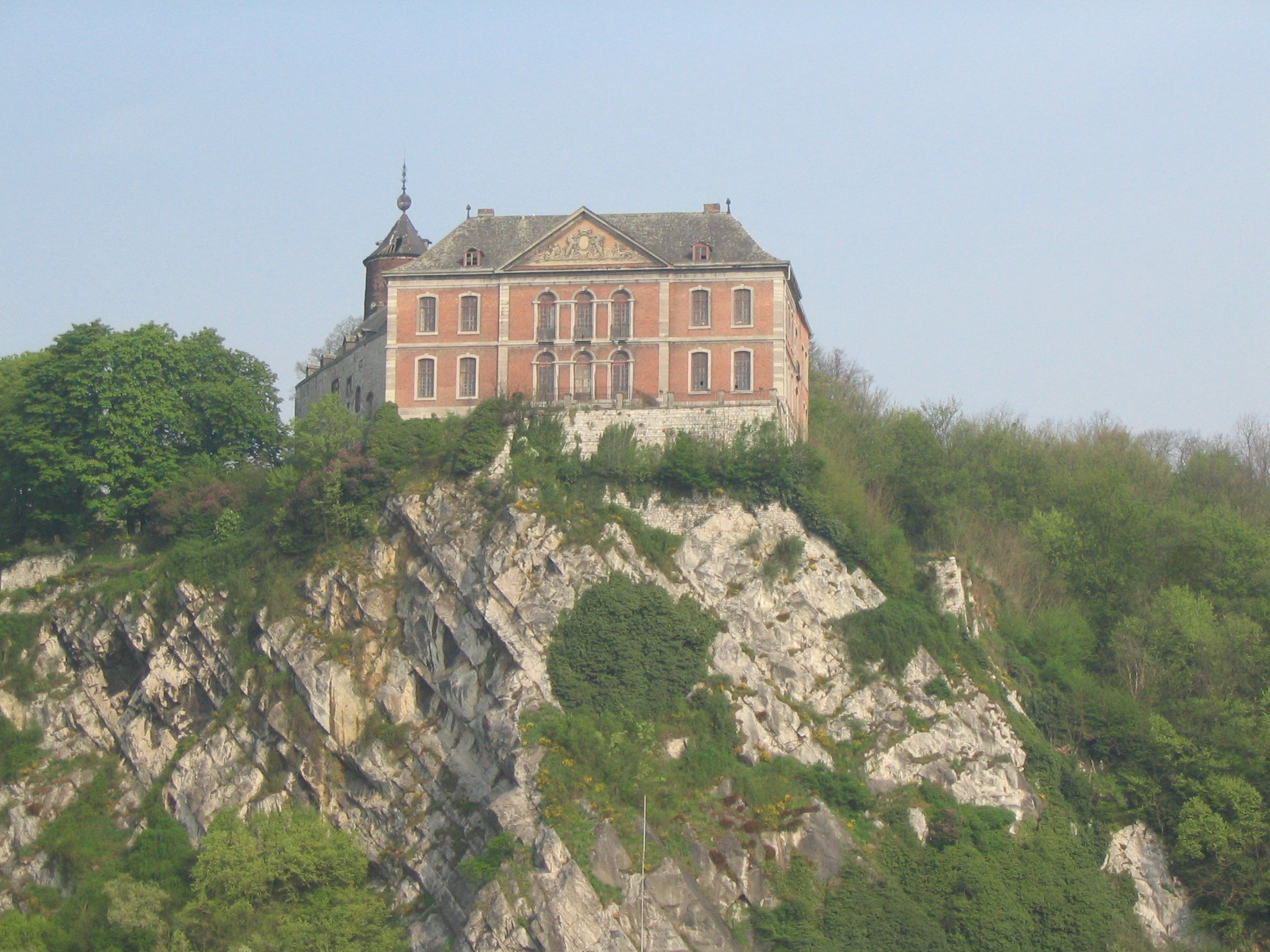
Le château de Chokier

Le château de Chokier est un château situé à Chokier, une section de la commune belge de Flémalle  dans la province de Liège. Érigé sur un promontoire rocheux, il domine la vallée de la Meuse sur la rive gauche.

## Histoire

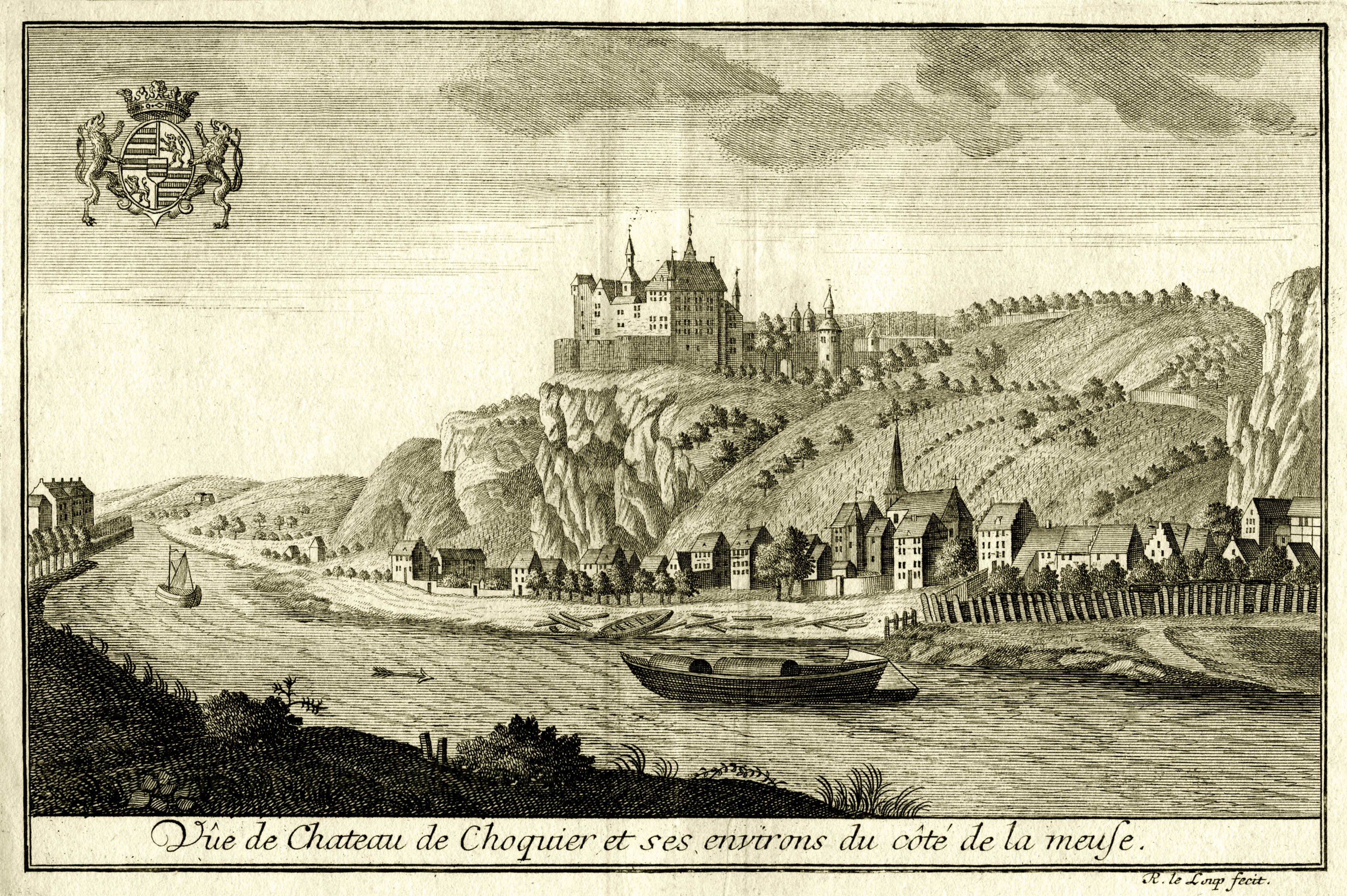
Le château de Chokier en 1738

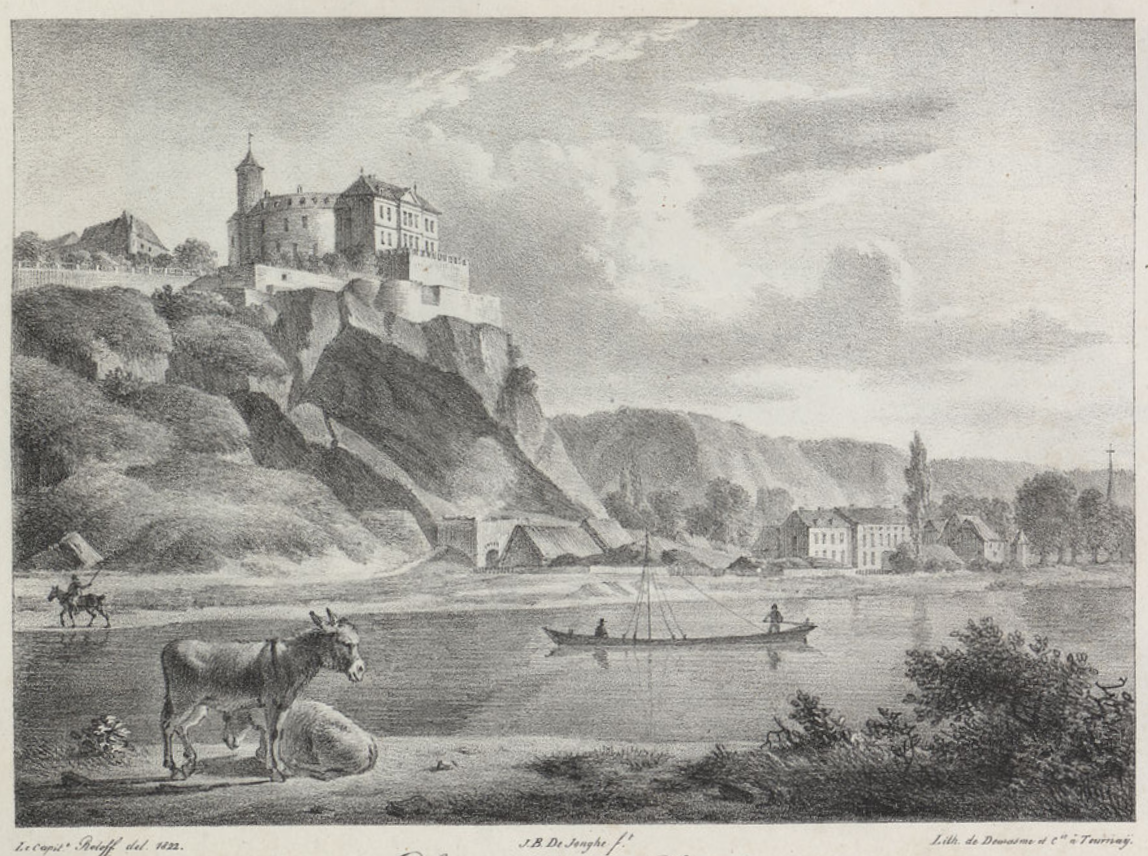
Le château de Chokier en 1822

L'origine du château remonte au XIIIe siècle, époque où il appartenait à la famille Rulant de Fontaine, anciens comtes de Hozémont. Château-fort ancré dans le rocher, il résista à divers assauts avant d'être brûlé par les Hutois à la fin du XIVe siècle.
C'est à cette époque que Jean Surlet devient seigneur de Chokier.
En 1815, le château devient la propriété de Louis Henri Loison qui y reçoit Napoléon ; mort l'année suivante, Loison est inhumé dans un mausolée créé par Jean-Jacques Flatters dans le parc du château. À la vente du château en 1867, le mausolée contenant ses restes est transféré au cimetière du Père-Lachaise.
Au début des années 2000, le château est acquis par la famille Florani.

## Description
La partie la plus ancienne du château est la base de la tour nord-ouest. Les deux ailes remontent au XVIe siècle, tandis que le bâtiment central dont la façade de style Classique est visible depuis la vallée de la Meuse date du XVIIIe siècle,.
Le promontoire rocheux sur lequel est implanté le château est répertorié comme site d'escalade.

## Incidents

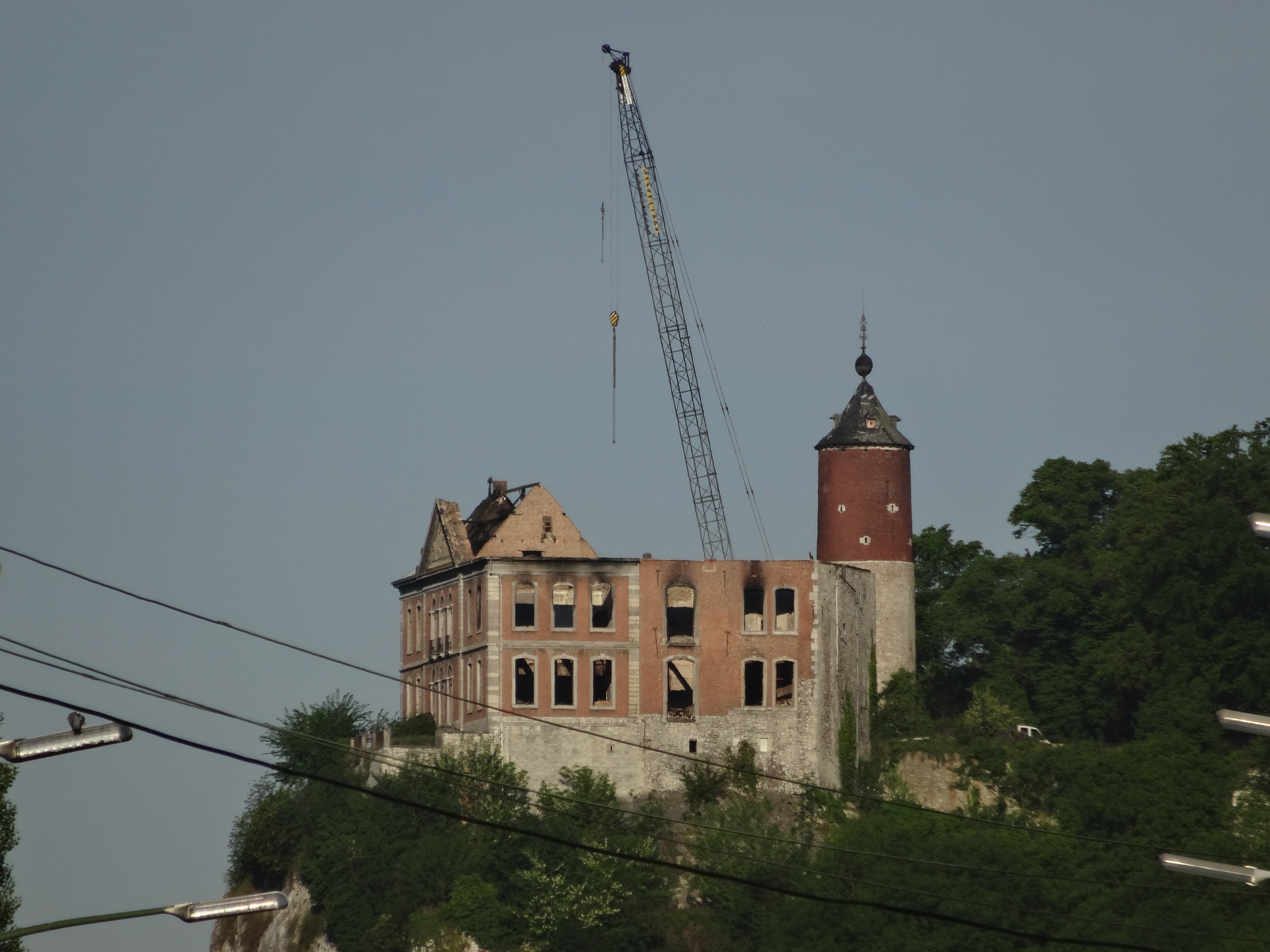
Château de Chokier, vue de l'aile gauche deux mois après l'incendie du 27 mars 2017

Le 1er décembre 1946, la falaise rocheuse au pied du château s'effondre sur la voie ferrée qui longe la Meuse, entraînant une partie de la terrasse dans sa chute. Plus de 6 semaines sont nécessaires pour déblayer les quelque 3 000 m3 (8 500 tonnes de rochers) et rétablir le service ferroviaire.
Le 27 mars 2017, un violent incendie d'origine accidentelle (selon les premières constatations, le sinistre serait dû au dysfonctionnement d’une couverture chauffante) ravage l'aile gauche du château.